# Habib ibn Abi 'Ubayda
Habib ibn Abi 'Ubayda al-Fihri (¿? - 741). Militar quraysi que participó en la conquista de Hispania (al-Ándalus), en 711.
Era nieto del gran general Uqba ibn Nafi, conquistador de África para el Islam. Tuvo un papel destacado en los primeros años de la conquista de la península ibérica, tanto con Musa ibn Nusair como con el hijo de éste, el valí Abd al-Aziz ibn Musa. Fue firmante del pacto conseguido con el noble godo Teodomiro. 
En 714, Musa ibn Nusair, al marchar a Damasco para dar cuentas al Califa Walid I, puso a Habib como asesor de su hijo, pues era una persona que poseía un gran prestigio entre el yund árabe que permaneció en al-Ándalus tras la conquista.
La política de nuevos reclutamientos del valí Abd al-Aziz dio lugar a diversas tensiones con los primeros conquistadores que acompañaron a Musa a la Península, ya que sus bienes se debían repartir con los recién llegados, mayoritariamente bereberes o mawali (clientes o libertos omeyas). La tensa situación concluyó con el asesinato de Abd al-Aziz, que fue promovido por el gund árabe que estaba dirigido por el propio Habib ibn Abi 'Ubayda al-Fihri. Incluso, quizá formó parte de la delegación que acudió a Damasco, al califa Suleimán I, con la cabeza de Abd al-Aziz.
Con posterioridad, participó en diversas expediciones por África: Sus y Sudán (735), en el ataque a la isla de Sicilia (740) y combatiendo a los bereberes en Tremecén. Murió en la batalla de Baqdura (741), junto al río Sabu, como integrante del gund árabe de Ifriqiya tratando de reprimir la gran rebelión de los bereberes jariyíes.